# Societate (sociologie)
O societate (umană) reprezintă un grup de persoane între care se manifestă relații permanente (interese comune, valori și scopuri) sau o grupare socială ce ocupă un anumit areal geografic și care se supune unei anumite autorități politice și ai cărei membri au în comun anumite aspirații culturale.
Societatea umană este caracterizată prin modelele de relații (relații sociale) între oameni. O societate mai mare prezintă adesea structuri de stratificare socială sau dominare în subgrupuri. 

## Etimologie
Termenul societate derivă din cuvântul din limba franceză société ( lat. societas), însemnând o asociere prietenească cu ceilalți și provenind de la socius care înseamnă asociat, camarad sau partener de afaceri.

## Concepții

### În politică
Societățile pot fi structurate politic. În ordinea crescândă a dimensiunilor și a complexității, există grupuri, triburi, șefi de stat și societăți de stat.

## Tipuri
Societățile sunt grupuri sociale care diferă în funcție de strategiile de existență, modurile în care oamenii folosesc tehnologia pentru a-și satisface nevoile. Deși oamenii au stabilit multe tipuri de societăți pe parcursul istoriei, antropologii tind să clasifice diferite societăți în funcție de gradul în care diferite grupuri din cadrul unei societăți au acces inegal la avantaje, cum ar fi resursele, prestigiul sau puterea. Practic toate societățile au dezvoltat un anumit grad de inegalitate în rândul poporului lor prin procesul de stratificare socială, împărțirea membrilor unei societăți în nivele cu bogăție, prestigiu sau putere inegală. Sociologii plasează societăți în trei mari categorii: preindustriale, industriale și post-industriale.